# Veruca Salt
Veruca Salt ist eine US-amerikanische Alternative-Rock-Band, die 1993 gegründet wurde. Die Band erlangte in den 1990er Jahren Popularität durch ihre Hits Seether und Volcano Girls. Der Name der Band stammt aus dem Kinderbuch Charlie und die Schokoladenfabrik von Roald Dahl, „Veruca Salt“ (in der deutschen Übersetzung „Veruschka Salz“) ist dort eine verwöhnte Tochter reicher Eltern.

## Geschichte
Die Gruppe wurde 1993 von Louise Post (Gitarre, Gesang) und Nina Gordon (Gitarre, Gesang) in Chicago gegründet. Nach anderthalbjähriger gemeinsamer Arbeit an Kompositionen vervollständigten Gordons Bruder Jim Shapiro (Schlagzeug) und Steve Lack (Bass) die Gruppe.
Die erste Single Seether / All Hail Me wurde 1994 veröffentlicht, es folgte die erste LP American Thighs im selben Jahr, die den Goldstatus erreichte. Die nächste Veröffentlichung der Band war die EP Blow It Out Your Ass It’s Veruca Salt, die von Steve Albini produziert wurde. Nachdem die Gruppe 1996 bei Geffen Records unterschrieb, erreichte die Popularität einen Höhepunkt. Das zweite Album Eight Arms to Hold You wurde 1997 veröffentlicht.
1998 verließ Nina Gordon die Band und wendete sich einer Solokarriere zu. Louise Post baute daraufhin die Gruppe in folgender Besetzung neu auf: Stephen Fitzpatrick (Gitarre), Suzanne Sokol (Bass) und Jimmy Madla (Schlagzeug). Das erste Album in der neuen Besetzung, Resolver,  wurde im Jahr 2000 veröffentlicht. In den folgenden Jahren fanden erfolgreiche Tourneen und Veröffentlichungen (unter anderem 2006 das vierte Album IV) statt, jedoch kam es erneut zu einer Reihe von Umbesetzungen. Bis 2013 bestand die Band aus Louise Post, Nicole Fiorentino (Bass), Stephen Fitzpatrick (Gitarre) und Kellii Scott (Schlagzeug).
Im Mai 2013 gab Veruca Salt auf der offiziellen Facebook-Seite die Wiedervereinigung in der ursprünglichen Besetzung von 1993 bis 1998 (Post, Gordon, Shapiro, Lack) bekannt und veröffentlichte im Juli 2015 das Album Ghost Notes.

## Weitere Projekte ehemaliger Mitglieder
Nina Gordon erhielt nach ihrem Ausstieg einen Plattenvertrag bei Warner, wo 2000 ihr erstes Soloalbum veröffentlicht wurde.
Stacy Jones, der ab 1997 zwei Jahre Schlagzeuger der Band gewesen war, hatte zuvor bei Letters to Cleo gespielt. Später gründete er American Hi-Fi, wo er Sänger und Gitarrist ist.

## Diskografie

### Alben
- 1994: American Thighs
- 1997: Eight Arms to Hold You
- 2000: Resolver
- 2006: IV
- 2015: Ghost Notes

### EPs
- 1995: Victrola
- 1996: Blow It Out Your Ass It’s Veruca Salt
- 2003: Officially Dead
- 2005: Lords of Sound and Lesser Things
- 2014: Seether, The Museum of Broken Relationships und It’s Holy

### Singles
- 1994: Seether
- 1995: All Hail Me
- 1995: Number One Blind
- 1995: Victrola
- 1997: Volcano Girls
- 1997: Shutterbug
- 1997: Benjamin
- 2000: Born Entertainer
- 2003: Officially Dead
- 2006: So Weird